# دانیلو نیکو
دانیلو نیکو (به پرتغالی: Danilo Montecino Neco) مهاجم اهل برزیل است که در شهر Mirandópolis، سائوپائولو و در تاریخ ۲۷ ژانویهٔ ۱۹۸۶ به دنیا آمده‌است.
دانیلو نیکو در تیم‌های فوتبال Ponte Preta سابقهٔ حضور دارد.